# Số nhiễm sắc thể ở các loài

NST đồ của người xếp theo công ước Paris, gồm 22 cặp NST thường và cặp NST giới tính (XX ở nữ, XY ở nam).

Trang này giới thiệu số lượng nhiễm sắc thể của một số loài sinh vật nhân thực thường gặp dưới dạng danh sách. Trong danh sách này, số lượng nhiễm sắc thể được tính ở bộ lưỡng bội (2n) trong trạng thái bình thường (không đột biến) của các loài động vật (chữ trên nền hồng), thực vật (chữ trên nền lục) và một số sinh vật nhân thực khác (màu lơ). Tên khoa học của mỗi loài theo danh pháp hai phần (theo tiếng Latinh). Từ nhiễm sắc thể viết tắt là NST.

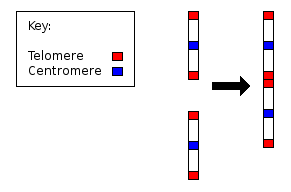
NST số 2 của người (hình ngoài cùng bên phải) đã được xác định nhờ "dấu ấn" của telomere (màu đỏ) và tâm động (màu xanh) rằng nó là sự kết hợp hai NST của tổ tiên.

- Nói chung, số lượng NST của một loài không phản ánh mức độ tiến hóa cao hay thấp của loài đó, cũng không phản ánh chính xác sự phức tạp của bộ gen mà nó mang.
- Tuy nhiên, trong một số trường hợp lại phản ánh nguồn gốc của các loài. Chẳng hạn, người có 2n = 46, còn tinh tinh có 2n = 48. Kết hợp với những nghiên cứu chi tiết về trình tự nuclêôtit tương ứng nhau, về têlôme của hai loài này (xem hình bên), thì nhiều nhà khoa học đã tin rằng: người (48 - 2 NST) và tinh tinh (48 NST)  là cùng nguồn gốc.

| Tên loài (Tên khoa học)                          | Số NST (2n)     | Ảnh mô tả loài                | NST đồ (kiểu nhân) | Ghi chú | Nguồn                   |
| ------------------------------------------------ | --------------- | ----------------------------- | ------------------ | --- | ----------------------- |
| Kiến nhảy (Myrmecia pilosula)                    | 2/1             |                               |                    | Đây là loài có số NST ít nhất: con cái có 2, con đực đơn bội nên có 1 NST. Các loài kiến khác có nhiều NST hơn. | [ 1 ]                   |
| Trùng sống đuôi Oikopleura dioica                | 6               |                               |                    | O. dioica là một loài động vật có dây sống, nhỏ (1 – 8 mm) tìm thấy tầng nước mặt của biển ôn đới ở Đại Tây Dương, Ấn Độ Dương và Thái Bình Dương, Địa Trung Hải và Biển Đỏ. Nó được sử dụng làm sinh vật mô hình trong sinh học phát triển.                                                                                   | [ 2 ]                   |
| Hoa cúc Úc (Brachyscome dichromosomatica)        | 12              |                               |                    | | [ 3 ]                   |
| Ve cây (Tetranychidae)                           | 4–14            |                               |                    | Thuộc họ Tetranychidae có bộ NST thuộc kiểu haplodiploidy như ong, kiến (con đực n, con cái 2n) | [ 4 ]                   |
| Muỗi vằn (Aedes aegypti)                         | 6               |                               |                    | 2n = 6 ở cả các loài thuộc họ Culicidae, trừ Chagasia Bathana (2n = 8). | [ 5 ]                   |
| Mang Ấn Độ (Muntiacus muntjak)                   | 6/7             |                               |                    | Loài có số NST nhỏ nhất ở các động của lớp Thú. Con cái có 2n = 6, con đực = 7. | [ 7 ]                   |
| Chi Cúc                                          | 8               |                               |                    | |                         |
| Ruồi giấm (Drosophila melanogaster)              | 8               |                               |                    | Có 1 NST giới tính: XX (con cái) và XY (con đực). | [ 8 ]                   |
| Giun dẹp (Macrostomum lignano)                   | 8               |                               |                    | [ 9 ] |                         |
| Cải xoong (Arabidopsis thaliana)                 | 10              |                               |                    | |                         |
| Chuột túi đầm lầy (Wallabia bicolor)             | 11/10           |                               |                    | Con đực = 11, cái = 10. | [ 10 ]                  |
| Richtersius coronifer (Một loài gấu nước)        | 12              |                               |                    | | [ 11 ]                  |
| Giun tròn (Caenorhabditis elegans)               | 12/11           |                               |                    | 2n = 12 ở dạng lưỡng tính, 2n = 11 ở con đực. |                         |
| Rau chân vịt (Spinacia oleracea)                 | 12              |                               |                    | | [ 12 ]                  |
| Đậu răng ngựa (Vicia faba)                       | 12              |                               |                    | | [ 13 ]                  |
| Ruồi vàng (Scathophaga stercoraria)              | 12              |                               |                    | | [ 14 ]                  |
| Amip nhầy (Dictyostelium discoideum)             | 12              |                               |                    | | [ 15 ]                  |
| Dưa chuột (Cucumis sativus)                      | 14              |                               |                    | | [ 16 ]                  |
| Thú Tasmania (Sarcophilus harrisii)              | 14              |                               |                    | |                         |
| Lúa mạch đen (Secale cereale)                    | 14              |                               |                    | | [ 17 ]                  |
| Đậu Hà Lan (Pisum sativum)                       | 14              |                               |                    | | [ 17 ]                  |
| Đại mạch (Hordeum vulgare)                       | 14              |                               |                    | | [ 18 ]                  |
| Lô hội Aloe vera                                 | 14              |                               |                    | | [ 19 ]                  |
| Gấu túi (Koala) (Phascolarctos cinereus)         | 16              |                               |                    | |                         |
| Chuột túi Kangaroo                               | 16              |                               |                    | | [ 20 ]                  |
| Sán máng Schistosoma mansoni                     | 16              |                               |                    | | [ 21 ]                  |
| Hành hoa (Allium Fistulosum)                     | 16              |                               |                    | | [ 22 ]                  |
| Tỏi (Allium sativum)                             | 16              |                               |                    | | [ 22 ]                  |
| Con ghẻ (Sarcoptes scabiei)                      | 17/18           |                               |                    | | [ 23 ]                  |
| Cải củ (Raphanus sativus)                        | 18              |                               |                    | | [ 17 ]                  |
| Cà rốt (Daucus carota)                           | 18              |                               |                    | | [ 24 ]                  |
| Các giống rau cải từ cải dại (Brassica oleracea) | 18              |                               |                    | | [ 17 ]                  |
| Chanh, bưởi (Citrus x)                           | 18              |                               |                    | Gồm cam, chanh, bưởi,... thuộc chi Citrus. | [ 26 ]                  |
| Chanh leo (Passiflora edulis)                    | 18              |                               |                    | | [ 27 ]                  |
| Cỏ đuôi cáo (Setaria viridis)                    | 18              |                               |                    | | [ 28 ]                  |
| Ngô (Zea mays)                                   | 20              |                               |                    | | [ 17 ]                  |
| Cannabis (Cannabis sativa)                       | 20              |                               |                    | |                         |
| Ếch vuốt nhiệt đới (Xenopus tropicalis)          | 20              |                               |                    | | [ 29 ]                  |
| Cây nắp ấm Úc (Cephalotus follicularis)          | 20              |                               |                    | | [ 30 ]                  |
| Cacao (Theobroma cacao)                          | 20              |                               |                    | | [ 31 ]                  |
| Bạch đàn (Eucalyptus)                            | 22              |                               |                    | | [ 32 ]                  |
| Chồn Bắc Mĩ (Didelphis virginiana)               | 22              |                               |                    | [ 33 ] |                         |
| Đậu (Phaseolus sp.)                              | 22              |                               |                    | Tất cả các loài của chi Phaseolus đều có cùng số NST, gồm đậu que (P. Vulgaris), đậu Tây Ban Nha (P. coccineus) v.v. | [ 17 ]                  |
| Ốc sên (Achatina fulica)                         | 24              |                               |                    | |                         |
| Dưa bở (Cucumis melo)                            | 24              |                               |                    | | [ 34 ]                  |
| Lúa (Oryza sativa)                               | 24              |                               |                    | | [ 17 ]                  |
| Cà dại lá bạc (Solanum elaeagnifolium)           | 24              |                               |                    | Cà dại lá bạc là một loại cỏ phổ biến ở tây Bắc Mỹ và ở Nam Mỹ. Đây cũng là loài đặc hữu của Trung Đông. | [ 35 ]                  |
| Dẻ thơm (Castanea sativa)                        | 24              |                               |                    | | [ 36 ]                  |
| Cà chua (Solanum lycopersicum)                   | 24              |                               |                    | | [ 37 ]                  |
| Dẻ gai châu Âu (Fagus sylvatica)                 | 24              |                               |                    | | [ 38 ]                  |
| Cà dại (Solanum dulcamara)                       | 24              |                               |                    | | [ 39 ] [ 40 ]           |
| Cây cử (Quercus suber)                           | 24              |                               |                    | | [ 41 ]                  |
| Ếch xanh Âu (Pelophylax kl. esculentus)          | 26              |                               |                    | Ếch này là con lai hữu thụ giữa ếch hồ và ếch đầm lầy. Được dùng làm thực phẩm đặc sản một số nơi Âu, Mỹ. | [ 43 ]                  |
| Kỳ giông Mexicô (Ambystoma mexicanum)            | 28              |                               |                    | | [ 44 ]                  |
| Rệp giường (Cimex lectularius)                   | 29–47           |                               |                    | Có 26 NST thường, còn các NST giới tính thay đổi từ 3 (X1X2Y) đến 21 (X1X2Y+18 dạng Xs). | [ 45 ]                  |
| Cuốn chiếu viên (Arthrosphaera magna)            | 30              |                               |                    | | [ 46 ]                  |
| Hươu cao cổ (Giraffa camelopardalis)             | 30              |                               |                    | | [ 47 ]                  |
| Chồn nâu Mỹ (Neovison vison)                     | 30              |                               |                    | |                         |
| Hạt dẻ cười (Pistacia vera)                      | 30              |                               |                    | | [ 48 ]                  |
| Nấm men (Saccharomyces cerivisiae)               | 32              |                               |                    | |                         |
| Ong mật Âu (Apis mellifera)                      | 32/16           |                               |                    | 2n = 32 ở ong cái, ong đực đơn bội (n =16). | [ 49 ]                  |
| Lửng Mỹ (Taxidea taxus)                          | 32              |                               |                    | |                         |
| Cỏ linh lăng (Medicago sativa)                   | 32              |                               |                    | Đây là cỏ trồng, dạng 2n=32. Dạng cỏ hoang dại có 2n=16. | [ 17 ]                  |
| Cáo đỏ (Vulpes vulpes)                           | 34              |                               |                    | | [ 50 ]                  |
| Hướng dương (Helianthus annuus)                  | 34              |                               |                    | | [ 51 ]                  |
| Hải ly Canađa (Erethizon dorsatum)               | 34              |                               |                    | | [ 52 ]                  |
| Atisô (Cynara cardunculus var. scolymus)         | 34              |                               |                    | | [ 53 ]                  |
| Cầy mangut vàng (Cynictis penicillata)           | 36              |                               |                    | |                         |
| Cáo cát Tây Tạng (Vulpes ferrilata)              | 36              |                               |                    | |                         |
| Sao biển (Asteroidea)                            | 36              |                               |                    | |                         |
| Gấu trúc đỏ (Ailurus fulgens)                    | 36              |                               |                    | |                         |
| Cầy Mê-cat (Suricata suricatta)                  | 36              |                               |                    | |                         |
| Sắn (Manihot esculenta)                          | 36              |                               |                    | | [ 54 ]                  |
| Cầy mõm dài (Crossarchus obscurus)               | 36              |                               |                    | |                         |
| Giun đất (Lumbricus terrestris)                  | 36              |                               |                    | |                         |
| Ếch có vuốt châu Phi (Xenopus laevis)            | 36              |                               |                    | | [ 29 ]                  |
| Rong ăn thịt (Aldrovanda vesiculosa)             | 38              |                               |                    | | [ 30 ]                  |
| Hổ (Panthera tigris)                             | 38              |                               |                    | |                         |
| Rái cá biển (Enhydra lutris)                     | 38              |                               |                    | |                         |
| Chồn zibêlin (Martes zibellina)                  | 38              |                               |                    | |                         |
| Gấu mèo (Procyon lotor)                          | 38              |                               |                    | | [ 55 ]                  |
| Chồn thông Âu (Martes martes)                    | 38              |                               |                    | |                         |
| Chi Lợn (Sus sp.)                                | 38              |                               |                    | |                         |
| Rái cá bé (Aonyx cinerea)                        | 38              |                               |                    | |                         |
| Sư tử (Panthera leo)                             | 38              |                               |                    | |                         |
| Chồn mactet (Martes sp.)                         | 38              |                               |                    | Nguy cơ tuyệt chủng cao. |                         |
| Chồn nâu châu Âu (Mustela lutreola)              | 38              |                               |                    | |                         |
| Gấu mèo Coati (Nasua/Nasuella)                   | 38              |                               |                    | |                         |
| Mèo (Felis silvestris catus)                     | 38              |                               |                    | |                         |
| Chồn macten (Martes foina)                       | 38              |                               |                    | |                         |
| Rắn chuột Baja (Bogertophis rosaliae)            | 38              |                               |                    | | [ 57 ]                  |
| Chồn thông Mỹ (Martes americana)                 | 38              |                               |                    | |                         |
| Rắn chuột núi Đavit (Bogertophis subocularis)    | 40              |                               |                    | | [ 58 ]                  |
| Chuột nhắt (Mus musculus)                        | 40              |                               |                    | | [ 59 ]                  |
| Xoài (Mangifera indica)                          | 40              |                               |                    | | [ 17 ]                  |
| Linh cẩu (Hyaenidae)                             | 40              |                               |                    | |                         |
| Chồn sương (Mustela putorius furo)               | 40              |                               |                    | |                         |
| Chồn hôi châu Âu (Mustela putorius)              | 40              |                               |                    | |                         |
| Hải ly châu Mỹ (Castor canadensis)               | 40              |                               |                    | |                         |
| Lạc (Arachis hypogaea)                           | 40              |                               |                    | Cây lạc trồng là dạng dị tứ bội (2n = 4x = 40). Họ hàng hoang dã là lưỡng bội thường (2n = 2x = 20). | [ 60 ]                  |
| Chồn sói (Gulo gulo)                             | 42              |                               |                    | |                         |
| Lúa mì (Triticum aestivum)                       | 42              |                               |                    | Lúa mì trồng là dạng dị lục bội (2n = 6x = 42), là kết quả lai xa và đa bội hoá nhiều lần giữa các loài hoang dại T. monococcum, Aegilops speltoides, T. dicoccum với A. squarrosa. | [ 17 ]                  |
| Khỉ Rêzut (Macaca mulatta)                       | 42              |                               |                    | | [ 62 ]                  |
| Chuột cống nâu (Rattus norvegicus)               | 42              |                               |                    | | [ 63 ]                  |
| Yến mạch (Avena sativa)                          | 42              |                               |                    | Yến mạch trồng là thể lục bội (2n = 6x = 42). Các dạng khác có thể lưỡng bội và tứ bội. | [ 17 ]                  |
| Gấu trúc lớn (Ailuropoda melanoleuca)            | 42              |                               |                    | |                         |
| Cầy Fôxa (Cryptoprocta ferox)                    | 42              |                               |                    | |                         |
| Thỏ châu Âu (Oryctolagus cuniculus)              | 44              |                               |                    | |                         |
| Lửng châu Âu (Meles meles)                       | 44              |                               |                    | |                         |
| Sứa mặt trăng (Aurelia aurita)                   | 44              |                               |                    | | [ 64 ]                  |
| Cá heo đại dương (Delphinidae Delphi)            | 44              |                               |                    | |                         |
| Cà phê chè (Coffea arabica)                      | 44              |                               |                    | Trong số 103 loài thuộc chi Cà phê, thì cây cà phê chè (cà phê arabica) là thể tứ bội (2n = 4x = 44), các loài còn lại là lưỡng bội (2n = 2x = 22). |                         |
| Linh dương đen (Hippotragus niger)               | 46              |                               |                    | |                         |
| Mang Sơn khương (Muntiacus reevesi)              | 46              |                               |                    | |                         |
| Người (Homo sapiens)                             | 46              |                               |                    | 44 NST thường (44A) + 2 NST giới tính (XX ở nữ, XY ở nam). | [ 66 ]                  |
| Tôm Ha-oai (Parhyale hawaiensis)                 | 46              |                               |                    | | [ 67 ]                  |
| Trâu (Bubalus bubalis)                           | 48              |                               |                    | |                         |
| Cây thuốc lá Nicotiana tabacum                   | 48              |                               |                    | Đây là loài được trồng, dạng song lưỡng bội (amphidiploid) của tổ tiên là N. sylvestris (2n1 = 24) lai với N. tomentosiformis (2n2 = 24) khoảng 200.000 năm trước | [ 68 ]                  |
| Khoai tây (Solanum tuberosum)                    | 48              |                               |                    | Đây là ở khoai tây thường gặp tức Solanum tuberosum (tứ bội, 2n = 4x = 48). Các giống khoai tây trồng khác có thể là lưỡng bội (2n = 2x = 24), tam bội (2n = 3x = 36), tứ bội (2n = 4x = 48) hoặc ngũ bội (2n = 5x = 60). Cây họ hàng hoang dã hầu hết là 2n = 24.                                                             | [ 69 ]                  |
| Đười ươi (Pongo)                                 | 48              | Đười ươi Malaysia.            |                    | |                         |
| Thỏ đồng (Lepus)                                 | 48              |                               |                    | | [ 70 ] [ 71 ]           |
| Khỉ đột (Gorilla)                                | 48              |                               |                    | |                         |
| Chuột nai (Peromyscus maniculatus)               | 48              |                               |                    | |                         |
| Tinh tinh (Pan troglodytes)                      | 48              |                               |                    | | [ 72 ]                  |
| Hải ly châu Âu (Castor fiber)                    | 48              |                               |                    | |                         |
| Cá ngựa vằn (Danio rerio)                        | 50              |                               |                    | | [ 73 ]                  |
| Trâu (Bubalus bubalis)                           | 50              |                               |                    | |                         |
| Chồn hôi sọc (Mephitis mephitis)                 | 50              |                               |                    | |                         |
| Dứa (thơm) (Ananas comosus)                      | 50              |                               |                    | | [ 17 ]                  |
| Cáo nhỏ Bắc Mỹ (Vulpes macrotis)                 | 50              |                               |                    | |                         |
| Gấu mặt ngắn (Tremarctos ornatus)                | 52              |                               |                    | |                         |
| Thú mỏ vịt (Ornithorhynchus anatinus)            | 52              |                               |                    | Có 10 NST giới tính khác nhau. Con đực: X1Y1X2Y2X3Y3X4Y4X5Y5, Con cái: X1X1X2X2X3X3X4X4X5X5. | [ 75 ]                  |
| Cây bông (Gossypium hirsutum)                    | 52              |                               |                    | Các thông tin này là cho G. hirsutum (2n = 4x = 52), chiếm 90% sản lượng bông thế giới. Trong số 50 loài ở chi Gossypium thì 45 loài lưỡng bội (2n = 2x = 26) và 5 loài là dị tứ bội (2n = 4x = 52). | [ 76 ]                  |
| Cừu nhà (Ovis orientalis aries)                  | 54              |                               |                    | |                         |
| Đa man (Hyracoidea)                              | 54              |                               |                    | Đa man (Hyraxes) đã từng được coi là họ hàng sống gần nhất của voi, nhưng bò biển gần gũi hơn. | [ 78 ]                  |
| Lửng chó (Nyctereutes procyonoides procyonoides) | 54              |                               |                    | Số NST này là của loài ở Trung Quốc (N. p. Procyonoides), 2n = 54 + B (với B = 0 đến 4). Còn của loài ở Nhật Bản (N. p. Viverrinus) thì 2n = 38 + B (0 - 8). | [ 79 ]                  |
| Khỉ mũ (Khỉ capuchin)                            | 54              |                               |                    | | [ 81 ]                  |
| Tằm (Bombyx mori)                                | 56              | Tập tin:Silkworm & cocoon.jpg |                    | Đây là loài tằm dâu, B. mori (2n = 56), khoảng 99% lụa thương mại ở thế giới ngày nay là từ loài này. Các loài bướm khác có thể sinh ra tơ thì có bộ NST khác; như: Samia cynthia có 2n = 25 đến 28, Antheraea pernyi có 2n = 98.                                                                                              | [ 85 ]                  |
| Dâu tây (Fragaria)                               | 56              |                               |                    | Số này là bát bội, loài được trồng chính Fragaria × ananassa (2n = 8x = 56). Trong chi Fragaria, số NST ở bộ đơn bội là bảy (x = 7) và nhiều cấp độ của bộ NST, từ lưỡng bội (2n = 2x = 14), bát bội (như Fragaria chiloensis và Fragaria virginiana), cho đến thập bội (F. iturupensis, 2n = 10x = 70) đã được biết ghi nhận. | [ 86 ]                  |
| Bò tót (Bos gaurus)                              | 56              |                               |                    | |                         |
| Họ voi (Elephantidae)                            | 56              |                               |                    | |                         |
| Voi mamut (Mammuthus primigenius)                | 58              |                               |                    | Loài voi mamut này đã tuyệt chủng, số NST xác định được nhờ phương pháp tế bào học từ mô đông lạnh ở băng tự nhiên. |                         |
| Bò Tây Tạng (Bos mutus)                          | 60              |                               |                    | |                         |
| Dê (Capra aegagrus hircus)                       | 60              |                               |                    | |                         |
| Bò rừng châu Âu (Bos primigenius)                | 60              |                               |                    | |                         |
| Bò rừng bizông Mỹ (Bison bison)                  | 60              |                               |                    | |                         |
| Cáo Bengal (Vulpes bengalensis)                  | 60              |                               |                    | |                         |
| Sâu róm sồi (Lymantria dispar dispar)            | 62              |                               |                    | |                         |
| Lừa (Equus africanus asinus)                     | 62              |                               |                    | |                         |
| Vẹt đỏ đuôi dài (Ara macao)                      | 62–64           |                               |                    | | [ 87 ]                  |
| Con la                                           | 63              |                               |                    | Bất thụ (vô sinh) vì bộ NST lẻ (63 NST) và không có cặp tương đồng, do là con lai tự nhiên giữa lừa (62 NST) với ngựa (64 NST), hầu như không giảm phân được. |                         |
| Chuột lang (Cavia porcellus)                     | 64              |                               |                    | |                         |
| Chồn Spilogale (Spilogale x)                     | 64              |                               |                    | |                         |
| Ngựa (Equus ferus caballus)                      | 64              |                               |                    | |                         |
| Cáo Fennec (Vulpes zerda)                        | 64              |                               |                    | | [ 50 ]                  |
| Nhím Echidna                                     | 63/64           |                               |                    | Con đực có 63 NST với 9 loại NST giới tính: X1 Y1 X2 Y2 X3 Y3 X4 Y4 X5.Con cái có 64 NST với 10 loại NST giới tính: X1 X1 X2 X2 X3 X3 X4 X4 X5 X5 |                         |
| Chuột Chinchilla (Chinchilla lanigera)           | 64              |                               |                    | | [ 52 ]                  |
| Tatu chín đai (Dasypus novemcinctus)             | 64              |                               |                    | | [ 89 ]                  |
| Cáo xám (Urocyon cinereoargenteus)               | 66              |                               |                    | | [ 50 ]                  |
| Hươu đỏ (Cervus elaphus)                         | 68              |                               |                    | |                         |
| Nai sừng xám (Cervus canadensis)                 | 68              |                               |                    | |                         |
| Chim ưng Mỹ (Rupornis magnirostris)              | 68              |                               |                    | | [ 90 ]                  |
| Hươu đuôi trắng (Odocoileus virginianus)         | 70              |                               |                    | |                         |
| Cây lu lu (Solanum nigrum)                       | 72              |                               |                    | | [ 91 ]                  |
| Cáo tai dơi (Otocyon megalotis)                  | 72              |                               |                    | | [ 50 ]                  |
| Gấu chó (Helarctos malayanus)                    | 74              |                               |                    | |                         |
| Gấu lợn (Melursus ursinus)                       | 74              |                               |                    | |                         |
| Gấu Bắc cực (Ursus maritimus)                    | 74              |                               |                    | |                         |
| Gấu nâu (Ursus arctos)                           | 74              |                               |                    | |                         |
| Gấu ngựa (Ursus thibetanus)                      | 74              |                               |                    | |                         |
| Gấu đen Mỹ (Ursus americanus)                    | 74              |                               |                    | |                         |
| Sói bờm (Chrysocyon brachyurus)                  | 76              |                               |                    | |                         |
| Sói xám (Canis lupus)                            | 78              |                               |                    | |                         |
| Chó rừng vàng (Canis aureus)                     | 78              |                               |                    | | [ 50 ]                  |
| Họ bồ câu (Columbidae)                           | 78              |                               |                    | Dựa trên bồ câu cổ châu Phi. | [ 92 ]                  |
| Chó nhà (Canis lupus familiaris)                 | 78              |                               |                    | Bộ NST chó gồm 38 cặp NST thường tâm lệch và 2 NST giới tính (XX/XY) tâm giữa. | [ 95 ]                  |
| Chó Dingo (Canis lupus dingo)                    | 78              |                               |                    | | [ 50 ]                  |
| Sói đỏ (Cuon alpinus)                            | 78              |                               |                    | |                         |
| Sói đồng cỏ (Canis latrans)                      | 78              |                               |                    | | [ 50 ]                  |
| Gà nhà (Gallus gallus domesticus)                | 78              |                               |                    | |                         |
| Chó hoang châu Phi (Lycaon pictus)               | 78              |                               |                    | | [ 50 ]                  |
| Cây bình rượu (Nepenthes rafflesiana)            | 78              |                               |                    | | [ 30 ]                  |
| Gà tây (Meleagris)                               | 80              |                               |                    | | [ 96 ]                  |
| Mía (Saccharum officinarum)                      | 80              |                               |                    | Con số này là của mía S. docinarum (bát bội tức 2n = 8x = 80), chiếm khoảng 70% lượng đường trên thế giới. Các loài khác ở chi Saccharum thường có 2n = 40, hoặc tới 128. | [ 99 ]                  |
| Bồ câu (Columbidae)                              | 80              |                               |                    | | [ 100 ]                 |
| Cá mập trắng (Carcharodon carcharias)            | 82              |                               |                    | | [ 101 ]                 |
| Hedgehog genus Erinaceus (woodland hedgehogs)    | 88              |                               |                    | |                         |
| Dương xỉ Moonworts (Botrychium)                  | 90              |                               |                    | |                         |
| Nhím lùn châu Phi (African hedgehogs)            | 90              |                               |                    | |                         |
| Dương xỉ nho (Sceptridium)                       | 90              |                               |                    | |                         |
| Chuột Pittieri (Ichthyomys pittieri)             | 92              |                               |                    | Một trong những loài có số NST cao nhất thuộc lớp Thú. | [ 102 ]                 |
| Tôm vằn (Penaeus semisulcatus)                   | 86–92           |                               |                    | | [ 103 ]                 |
| Chuột nước (Anotomys leander)                    | 92              |                               |                    | Một trong những loài có số NST cao nhất thuộc lớp Thú như Ichthyomys pittieri. | [ 102 ]                 |
| Cây Quản trọng (Helminthostachys zeylanica)      | 94              |                               |                    | |                         |
| Cá giếc (Carassius carassius)                    | 100             |                               |                    | | [ 104 ]                 |
| Chuột đuôi lông (Tympanoctomys barrerae)         | 102             |                               |                    | Loài có số NST cao nhất ở lớp Thú, dạng tứ bội hoặc dạng allotetraploid. | [ 107 ]                 |
| Cá trê trắng (Clarias batrachus)                 | 104             |                               |                    | | [ 108 ]                 |
| Cá tầm thìa Mỹ (Polyodon spathula)               | 120             |                               |                    | | [ 109 ]                 |
| Cá mút đá biển Bắc (Petromyzontinae)             | 174             |                               |                    | | [ 110 ]                 |
| Dương xỉ rắn chuông (Botrypus virginianus)       | 184             |                               |                    | | [ 111 ]                 |
| Cua Alaska (Paralithodes camtschaticus)          | 208             |                               |                    | |                         |
| Cỏ tháp bút (Equisetum arvense)                  | 216             |                               |                    | |                         |
| Bướm Polyommatus (Agrodiaetus shahrami)          | 268             |                               |                    | Một trong những loài động vật có số NST cao nhất. | [ 112 ]                 |
| Dâu tằm đen (Morus nigra)                        | 308             |                               |                    | 44 bội thể. | [ 113 ]                 |
| Bướm Atlantic (Polyommatus atlantica)            | 448-452         |                               |                    | 2n = circa 448–452. Số NST nhiều nhất trong nhóm cơ thể nhân thực không đa bội. | [ 114 ]                 |
| Dương xỉ lưỡi rắn (Ophioglossum)                 | 1260            |                               |                    | n = 120 - 720 với mức độ đa bội hóa cao. Loài O. reticulatum có số NST = 720 ở dạng lục bội, có số NST =1260 ở dạng thập bội. |                         |
| Tetrahymena thermophila                          | 10 (ở nhân nhỏ) |                               |                    | Nhân nhỏ có 10 NST, nhân lớn có tới 50x = 12.500 (không kể NST nhỏ minichromosome). |                         |
| Trùng lông Trifalax (Sterkiella histriomuscorum) | 15600           |                               |                    | Nhân lớn có các NST ở dạng siêu nhỏ (nanochromosome) với mức bội thể rất cao, tới 2.964 × 107 NST. | [ 118 ] [ 119 ] [ 120 ] |